# Asirski kalendar
Suvremeni asirski kalendar uveden je tijekom 1950-ih, nadahnut starim babilonskim kalendarom. Kao i taj kalendar i asirski je lunisolarni kalendar, asirska nova godina je s prvim znakovima proljeća. Kalendarska era je utvrđena na 4750. pr. Kr. na osnovi procjene nadnevka prvog hrama u Ašuru u Srednjem ubaidskom razdoblju, osobito iz niza članaka objavljenih u asirskom magazinu Gilgameš.
Od proljeća 2025. teče 6775. asirska godina.

## Mjeseci
| Asirski kalendar |         |                    |                               |                |      |                   |
| Doba             | Mjesec  | Transliteracija    | Mjesec...                     | Blagoslovio ga | Dana | Gregorijanski     |
| Proljeće         | ܢܝܣܢ    | Nisan              | ...sreće                      | Enlil          | 31   | ožujak/travanj    |
| Proljeće         | ܐܝܪ     | Yaar               | ...ljubavi                    | Khaya          | 31   | travanj/svibanj   |
| Proljeće         | ܚܙܝܪܢ   | Khzeeran           | ...gradnje                    | Sin            | 31   | svibanj/lipanj    |
| Ljeto            | ܬܡܘܙ    | Tammuz             | ...žetve                      | Tamuz          | 31   | lipanj/srpanj     |
| Ljeto            | ܐܒ      | Tdabbakh (Ab)      | ...dozrijevanja plodova       | Šamaš          | 31   | srpanj/kolovoz    |
| Ljeto            | ܐܝܠܘܠ   | Elool              | ...prosipanja sjemenja        | Ištar          | 30   | kolovoz/rujan     |
| Jesen            | ܬܫܪܝܢ ܐ | Tishrin I          | ...davanja                    | Anu            | 30   | rujan/listopad    |
| Jesen            | ܬܫܪܝܢ ܒ | Tishrin II         | ...buđenja zatrpanog sjemenja | Marduk         | 30   | listopad/studeni  |
| Jesen            | ܟܢܘܢ ܐ  | Kanoon I (Chisleu) | ...začeća                     | Nergal         | 30   | studeni/prosinac  |
| Zima             | ܟܢܘܢ ܒ  | Kanoon II (Tebet)  | ...odmora                     | Nasho          | 30   | prosinac/siječanj |
| Zima             | ܫܒܛ     | Shwat (Sebat)      | ...poplava                    | Raman          | 30   | siječanj/veljača  |
| Zima             | ܐܕܪ     | Adaar              | ...zlih duhova                | Rokhaty        | 29   | veljača/ožujak    |

Kada mlad Mjesec nakon Adaara pada prije proljetne ravnodnevnice, dodaje se interkalarni mjesec po imenu Ve-Adad.

## Također pogledati
- Asirska Nova godina
- Babilonski kalendar
- Hebrejski kalendar